# Монтгомери (округ, Канзас)
Монтго́мери (англ. Montgomery County) — округ в США, штате Канзас. По состоянию на 2010 год, численность населения составляла 35 471 человек. Был основан 26-го февраля 1867 года. Получил своё название по имени ирландского военного и политического деятеля Ричардa Монтгомери.

## География
По данным Бюро переписи США, общая площадь округа равняется 1 687 км², из которых 1 671 км² суша и 16 км² или 0,95 % это водоёмы.

### Соседние округа
- Уилсон (Канзас) — север
- Неошо (Канзас) — северo-восток
- Лабетт (Канзас) — восток
- Новата (Оклахома) — юго-восток
- Вашингтон (Оклахома) — юг
- Шатокуа (Канзас) — запад
- Элк (Канзас) — северо-запад

## Демография
По данным переписи населения 2000 года в округе проживает 36 252 жителя в составе 14 903 домашних хозяйств и 9 955 семей. Плотность населения составляет 22 человека на км². На территории округа насчитывается 17 207 жилых строений, при плотности застройки 10 строений на км². Расовый состав населения: белые — 85,77 %, афроамериканцы — 6,07 %, коренные американцы (индейцы) — 3,19 %, азиаты — 0,47 %, гавайцы — 0,02%, представители других рас — 1,13%, представители двух или более рас — 3,34%. Испаноязычные составляли 3,08% населения.
В составе 29,80 % из общего числа домашних хозяйств проживают дети в возрасте до 18 лет, 53,00 % домашних хозяйств представляют собой супружеские пары проживающие вместе, 10,10 % домашних хозяйств представляют собой одиноких женщин без супруга, 33,20 % домашних хозяйств не имеют отношения к семьям, 29,70 % домашних хозяйств состоят из одного человека, 14,70 % домашних хозяйств состоят из престарелых (65 лет и старше), проживающих в одиночестве. Средний размер домашнего хозяйства составляет 2,37 человека, и средний размер семьи 2,93 человека.
Возрастной состав округа: 25,00 % моложе 18 лет, 8,60 % от 18 до 24, 24,70 % от 25 до 44, 23,30 % от 45 до 64 и 18,30 % от 65 и старше. Средний возраст жителя округа 39 лет. На каждые 100 женщин приходится 93,20 мужчин. На каждые 100 женщин старше 18 лет приходится 88,60 мужчин.
Средний доход на домохозяйство в округе составлял 30 997 USD, на семью — 38 516 USD. Среднестатистический заработок мужчины был 29 745 USD против 20 179 USD для женщины. Доход на душу населения был 16 421 USD. Около 9,20% семей и 12,60% общего населения находились ниже черты бедности, в том числе — 16,80% молодежи (тех кому ещё не исполнилось 18 лет) и 10,90% тех кому было уже больше 65 лет.